# Tornillo, Texas
Tornillo là một nơi ấn định cho điều tra dân số (CDP) thuộc quận El Paso, tiểu bang Texas, Hoa Kỳ. Năm 2010, dân số của nơi này là 1568 người.

## Dân số
- Dân số năm 2000: 1609 người.
- Dân số năm 2010: 1568 người.